# Lonchocarpus phlebophyllus
Lonchocarpus phlebophyllus é uma espécie vegetal da família Fabaceae.
Pode ser encontrada nos seguintes países: Costa Rica, Guatemala, Honduras e Nicarágua.